# Jan z Valeru
Jan z Valeru, též Johann von Waller (12. října 1811 Blšany, Čechy – 17. října 1880 Praha, 1871 Rytíř z Valeru) byl profesor lékařské fakulty UK v Praze a český lékař. Po studiu na univerzitě v Praze získal roku 1838 titul doktora medicíny působící v oblasti patologie.

## Dílo
- De la contagion de la syphilis secondaire, Gazette des hôpitaux, 1851